# Абрамов, Василий Леонтьевич
Василий Леонтьевич Абрамов (26 февраля 1894 года, деревня Спирово, Красновская волость, Пудожский уезд, Олонецкая губерния, Российская империя — 16 марта 1980 года, Одесса, УССР, СССР) — советский военный деятель, генерал-майор (28 апреля 1943 года). Автор военных воспоминаний и популярных автобиографических повестей для детей.

## Начальная биография
Родился 26 февраля 1894 года в деревне Спирово Красновской волости Пудожского уезда Олонецкой губернии в многодетной бедной крестьянской семье Леонтия Егоровича (р. 1853) и Веры Васильевны (р. 1863) Буйдиных (Абрамовых). Кроме Василия в семье воспитывались братья Терентий, Иван, Алексей и сёстры Анна, Матрёна.
Окончил пятиклассное волостное училище в деревне Шуреньга, а затем уездное земское училище в Пудоже, после чего поступил в Петрозаводскую учительскую семинарию. На выпускном курсе призван в армию.

## Военная служба

### Первая мировая и гражданская войны
В ноябре 1914 года был призван в ряды Русской императорской армии. В 1915 году закончил 2-ю Петергофскую школу прапорщиков. Во время Первой мировой войны в чине поручика, затем штабс-капитана служил командиром роты в составе 334-го Ирбитского полка. За боевые отличия был награждён орденами Святого Станислава 3-й ст. с мечами и бантом, Святой Анны 4-й ст. с надписью «За храбрость», двумя Георгиевскими медалями 3-й и 4-й ст.
В декабре 1917 года был демобилизован из рядов армии, и в марте 1918 года вступил в ряды РККА, после чего был назначен на должность военкома Красновской волости, позже военкомом уездного военкомата Дмитровского уезда Московского военного округа.
В апреле — мае 1918 года в Харькове перешёл на сторону белогвардейских Вооружённых Сил Юга России. Вскоре был взят в плен красноармейцами и перешёл на службу в РККА.
В мае 1919 года назначен на должность командира 4-го отдельного отряда особого назначения 15-й армии, а затем — на должность командира батальона 474-го стрелкового полка (53-я стрелковая дивизия). Воевал на Северном и Петроградском фронтах против эстонских и германских войск в Латвии. В боях за город Двинск (Даугавпилс) был тяжело контужен.
В июле 1920 года был назначен на должность коменданта района города Харьков, а в октябре — на должность начальника штаба и временно исполняющего должность командира 4-й, 8-й и 13-й отдельный бригад ВЧК, ведших бои в составе Южного фронта в районах городов Глухов и Шахты.

### Межвоенное время
В мае 1921 года был назначен на должность начальника штаба 51-й отдельной железнодорожной дивизии войск ВЧК Украины, в июле — на должность начальника штаба Управления войск охраны железных дорог Украины и Крыма, а в ноябре — на должность помощника начальника штаба и начальник строевого отдела штаба войск ВЧК (ОГПУ, НКВД) Украины в Харькове.
В 1926 году закончил вечернее отделение Харьковского института народного хозяйства, в 1930 году — Харьковские высшие курсы экономистов-плановиков при ВСНХ УССР, а в 1934 году — заочно Военную академию имени М. В. Фрунзе.
В мае 1935 года был назначен на должность заместителя начальника отдела боевой подготовки штаба пограничных войск НКВД СССР Управления пограничных войск Черноморского округа в Симферополе.

### Великая Отечественная война
В июле 1941 года был назначен на должность начальника штаба 4-й стрелковой дивизии пограничных войск НКВД, которая 10 октября того же года была переименована как 184-я стрелковая дивизия (2-го формирования), а полковник Василий Леонтьевич Абрамов был назначен на должность её командира. В составе 51-й армии (Южный фронт) дивизия вела противодесантную оборону Южного берега Крыма, в 30 октября — 4 ноября 1941 прикрывала отход Приморской армии.
В январе 1942 года был назначен на должность командира 75-й стрелковой дивизии (2-го формирования), которая с апреля 1942 года дислоцировалась в Иране на ирано-турецкой границе.
В августе 1942 года был назначен на должность заместителя командира 3-го горнострелкового корпуса, который в сентябре — октябре 1942 года вёл тяжёлые оборонительные бои на перевалах Главного Кавказского хребта. За участие в этих боях Абрамов был награждён орденом Красного Знамени.
В марте 1943 года был назначен на должность командира 21-го стрелкового корпуса в составе сначала 47-й, а затем 38-й армий принимал участие в Белгородско-Харьковской , Киевской наступательной и оборонительной, Житомирско-Бердичевской наступательной операциях.
28 апреля 1943 года Василию Леонтьевичу Абрамову было присвоено звание генерал-майора.
В мае 1944 года был назначен на должность начальника штаба Управления пограничных войск Черноморского округа НКВД СССР.

### Послевоенная карьера
В 1946 году был назначен на должность начальника штаба пограничных войск Молдавского округа Министерства государственной безопасности СССР.
В ноябре 1946 года вышел в отставку. На пенсии занимался писательской деятельностью. Умер в Одессе 16 марта 1980 года.

## Семья
- Жена Полина Алексеевна (р. 1898)
- Приёмный сын Виталий (р. 1920)

## Сочинения
- Абрамов В. Л. Детские странствия. — М.: Гос. изд-во детской литературы Министерства просвещения РСФСР, 1956. — 157 с.
- Абрамов В. Л. Детские странствия. — М.: Детская литература, 1959. — 171 с.
- Абрамов В. Л. На ратных дорогах. — М.: Воениздат, 1962. — 240 с. — (Военные мемуары). — 30 000 экз.
- Абрамов В. Л. Детские и юношеские странствия / Литературная запись Е. Герасимов. — М.: Детская литература, 1964. — 336 с. — 100 000 экз.

## Награды
В Российской империи:
- Георгиевская медаль 4 степени;
- Георгиевская медаль 3 степени;
- Орден Святой Анны 4 степени с надписью «За храбрость»;
- Орден Святого Станислава 3 степени с мечами и бантом.

В СССР:
- Орден Ленина;
- Два ордена Красного Знамени;
- Орден Отечественной войны 1 степени;
- Орден Красной Звезды;
- Юбилейная медаль «XX лет РККА»
- Медаль «За оборону Кавказа»
- Медаль «За победу над Германией в Великой Отечественной войне 1941-1945 гг.»
- Медаль «Ветеран Вооружённых Сил СССР»